# الراحل (برنامج)
الراحل برنامج وثائقي حواري يقدمه الإعلامي السعودي محمد الخميسي في شهر رمضان على قناة روتانا خليجية، وبدأ عرض الموسم الأول منه عام 2017.

## فكرة البرنامج
يسلط البرنامج الضوء في كل حلقة على شخصيات بارزة رحلت عن عالمنا وتركت بصمة في الثقافة والسياسية والفن والرياضة في السعودية، أو في العالم العربي، مستعرضًا مشوار حياتهم وإنجازاتهم.

## مواسم البرنامج
- الموسم الأول 2017
- الموسم الثاني 2018 [5]
- الموسم الثالث 2019
- الموسم الرابع 2020 [6][7]
- الموسم الخامس 2021 [8]
- الموسم السادس 2022 [9]
- الموسم السابع 2023 [10]